# Truck racing

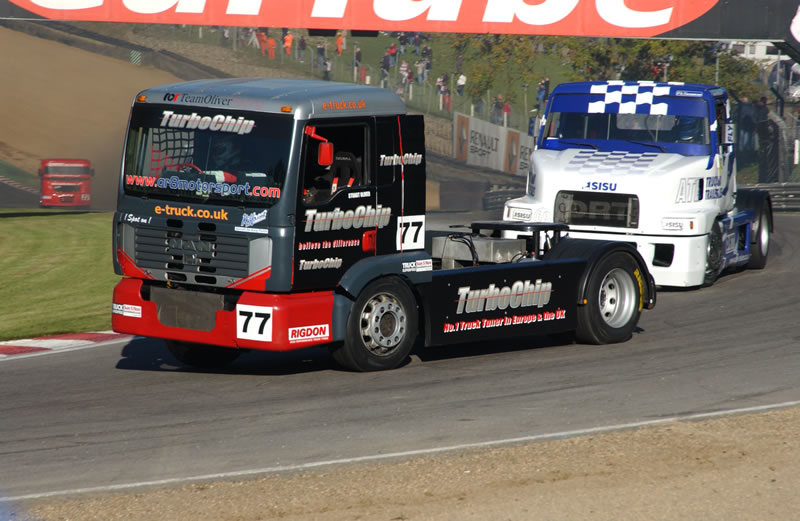
Una gara di truck racing a Brands Hatch nel 2006

Il truck racing è una gara automobilistica che coinvolge versioni modificate di pesanti camion su circuiti da corsa.
Lo sport è iniziato in Europa negli anni ottanta ed ha goduto di un grande successo, ma ha cominciato a declinare dal 1990. Era diffuso anche in Brasile, dove esisteva il campionato Fórmula Truck, dismesso nel 2017, con regole diverse da quelle europee (non vi era limite di velocità).

## Campionato europeo
Nella FIA European Truck Racing Cup la velocità massima è limitata a 160 km/h (100 mph) per ragioni di sicurezza, e il limite di peso minimo è di 5500 kg. Le gare sono composte comunemente di 8-12 giri. Anche se è uno sport in cui non avvengono molti "contatti", sia per le dimensioni dei camion sia per la vicinanza di questi ultimi durante le gare, possono verificarsi delle collisioni di lieve entità. Tuttavia, le lesioni ai conducenti sono estremamente rare.
Tutti i conducenti devono possedere una licenza di gara rilasciata dal "Motor Sports Association", o dall'organismo motoristico nazionale del paese di provenienza dei piloti.
La normativa permette ai camion di competere in due classi, così i camion con i sistemi meno sofisticati riguardo alla gestione del motore, sospensioni e impianti frenanti possono competere in maniera fluida ed efficiente.

## Come funziona
Ogni Gran Premio del Campionato europeo Truck dura due giorni, nel primo giorno ci sono due sessioni di prove libere di 20 minuti, una prova di qualificazione di 15 minuti (Q1) a cui partecipano tutti i camion iscritti in gara e una “Super Pole”, cioè una prova di qualificazione di 10 minuti a cui partecipano solo i dieci camion che hanno ottenuto i tempi migliori nella prova precedente. La Super Pole serve per determinare le prime dieci posizioni sulle griglie di partenza della prima gara. Le gare del primo giorno sono due, ognuna di circa 45 chilometri, ma nella seconda gara l'ordine di partenza, entro le prime otto posizioni, è inverso a quello d'arrivo del primo match, cioè, in pratica, chi ha finito ottavo parte per primo, il settimo per secondo e così via. Il secondo giorno si ricomincia: prima c'è uno warm up di 15 minuti, poi una prova di qualificazione di 15 minuti (Q2) per tutti i partecipanti e una “Super Pole” di 10 minuti, quindi le due gare di 45 chilometri
Tra gli enti organizzatori di corse di camion si segnala la British Truck Racing Association fondata nel 1984.

## Altri formati

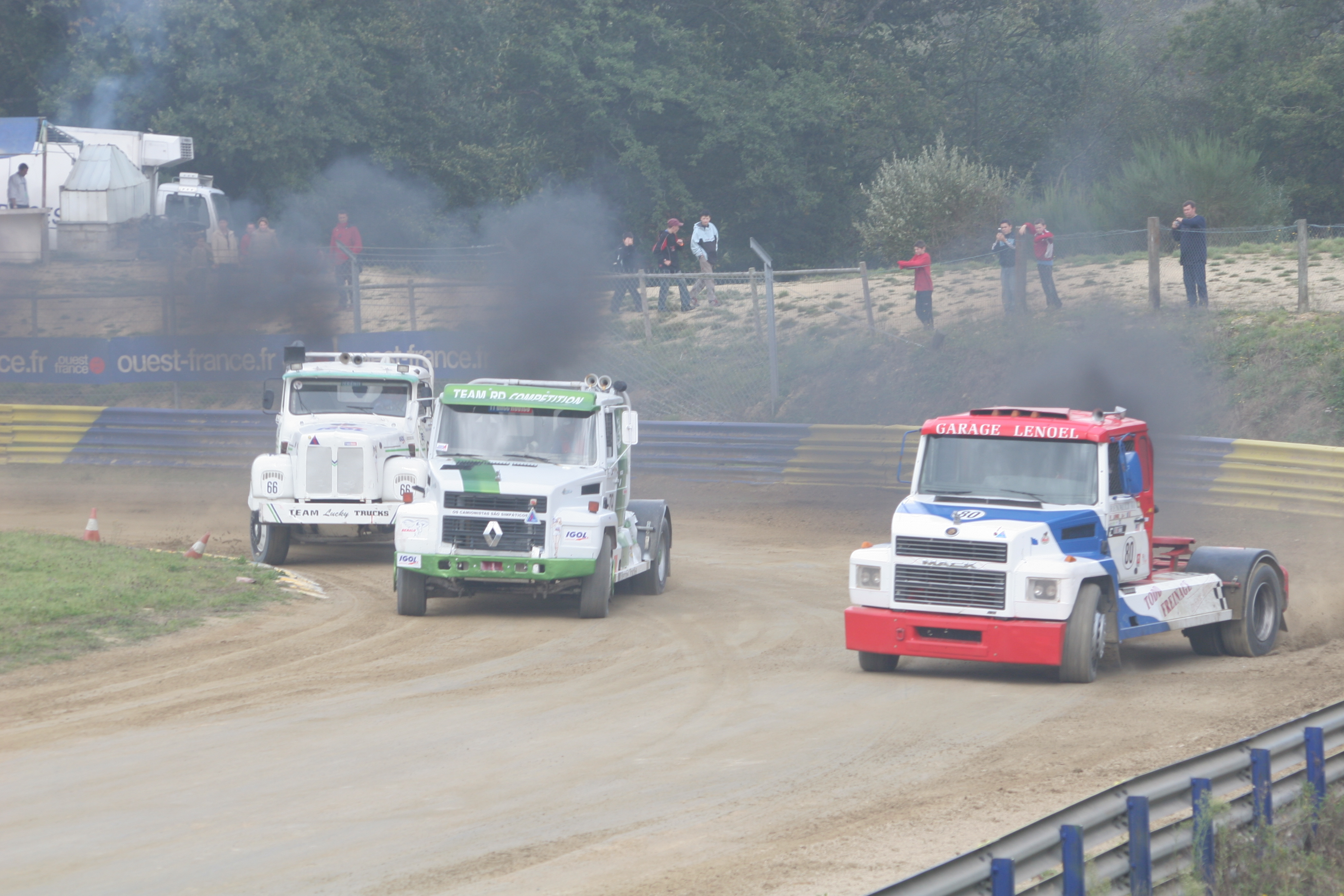
Coppa di Francia de camion cross in Kerlabo Circuit.

I camion sono anche molto popolari nel rally raid come categoria separata (Gruppo T4), ad esempio in Rally Dakar e altri rally raid.
In Francia, i camion sono molto comuni in diversi tipi di corse fuoristrada, come il camion cross (autocarro cross in italiano), simile a rallycross ma con autocross invece.
Anche in Europa, è popolare il trial di autocarro, come trial di motociclette. Hanno un campionato europeo chiamato Europe Truck Trial.

## Costruttori di camion da corsa
- FER
- Foden
- Ford
- Iveco
- MAN AG
- Mercedes-Benz
- Renault Trucks
- Scammell
- Scania AB
- Seddon Atkinson
- Sisu Auto
- Volkswagen
- Volvo
- Zavod Imeni Likhacheva (ZIL)